# Lac de Piedra del Águila
Pour les articles homonymes, voir Piedra del Águila.
Le lac de Piedra del Águila, en Argentine est un lac de retenue, né à la suite de l'édification du barrage de Piedra del Águila sur le Río Limay, nom donné au cours supérieur du río Negro.

## Situation
Ses coordonnées géographiques sont 40° 20' de latitude sud et 70°10' de longitude ouest. Son plan d'eau se trouve à une altitude moyenne de 590 mètres, mais il peut fluctuer de 15 mètres environ. Le lac s'étend sur une centaine de kilomètres de long, et a inondé la vallée inférieure du río Collón Curá.

## Description
- Surface : 305 kilomètres carrés.
- Volume : 12,6 milliards de m³.
- Profondeur maximale : 120 mètres.
- Profondeur moyenne : 41,3 mètres.
- Longueur des berges : 783,6 kilomètres.
- Temps de résidence des eaux : 0,56 an.
- Débit au niveau du barrage (río Limay) : 720 mètres cubes plus ou moins.

## Tourisme
Le lac de Piedra del Águila est rapidement devenu un centre touristique important tant pour la beauté des paysages de la région, que pour les possibilités offertes à la pêche sportive.
Le río Limay dans la région de Piedra del Aguila est un véritable vivier naturel où prospèrent de très nombreuses truites fario et arc-en-ciel. En fin de saison, les reproducteurs migrent en amont et se retrouvent dans le río Collón Curá, le bassin du río Aluminé et aussi le bassin du lac Huechulafquen, secteurs également très favorables à la pêche à la truite.
Dans le lac de Piedra del Águila, on peut pratiquer notamment la pêche à la mouche ou la pêche embarquée ou le spinning léger. On peut obtenir des exemplaires de truite fario de plus de 5 kilos et de truite arc-en-ciel de jusque 3 kilos, ce qui peut laisser rêveur plus d'un pêcheur européen. On pêche aussi des espèces autochtones comme la perche.